# Renate von Brause
Renate von Brause (* 23. Juli 1921 in Deutsch Eylau, Westpreußen; † 13. März 1977 in Aachen) war eine deutsche Architektin und Hochschullehrerin an der RWTH Aachen, sie wirkte dort an bedeutenden Bauten der Nachkriegszeit mit.

## Leben und Wirken
Renate von Brause studierte von 1940 bis 1944 Architektur an der Technischen Hochschule Aachen. Während ihres Studiums arbeitete sie als Hilfsassistentin am Lehrstuhl für Handwerkskunde von Hans Schwippert, der als Gestalter des Wiederaufbaus in der westdeutschen Nachkriegsmoderne bekannt wurde.
Von 1945 bis 1951 arbeitete sie im Tiroler Büro des Berliner Architekten Otto Rauter, wo sie unter anderem für die Planung und Bauleitung mehrerer Industriebetriebe und Verwaltungsgebäude verantwortlich war. 1951 kehrte sie nach Aachen zurück und setzte ihre Arbeit bei Schwippert fort. Ein Jahr später trat sie eine Assistenzstelle am Lehrstuhl für Werklehre und Wohnbau der Hochschule an, wo sie ab 1959 als Oberingenieurin Lehrverpflichtungen übernahm. Ihre praktischen Arbeiten wurden 1956 als promotionsäquivalente Leistung für die Habilitation anerkannt, die sie 1966 abschloss. 1969 erhielt sie eine außerplanmäßige Professur an der RWTH Aachen mit den Lehrgebieten Allgemeiner Hochbau, Innenausbau, Möbelbau und Raumausstattung, bevor sie 1971 zur Wissenschaftlichen Rätin und Professorin ernannt wurde.
Sie wirkte bei zahlreichen öffentlichen Bauten mit – darunter die vier als Aachener Wahrzeichen bekannten Studentenwohntürme, bei denen laut Schwippert „die Entwurfs- und Durchführungsarbeiten in allen Teilen die eigenständige Leistung von R. v. Brause und des von ihr geführten Teams“ waren, sodass ihre Arbeiten das Stadtbild von Aachen bis heute prägen.

## Privates
Im Jahr 1973 heiratete von Brause den Metallurgen und Hochschullehrer Ottmar Knacke, der später Rektor der RWTH Aachen wurde. Vier Jahre später, im März 1977, starb sie im Alter von 55 Jahren an den Folgen einer Krebserkrankung.

## Späte Würdigung

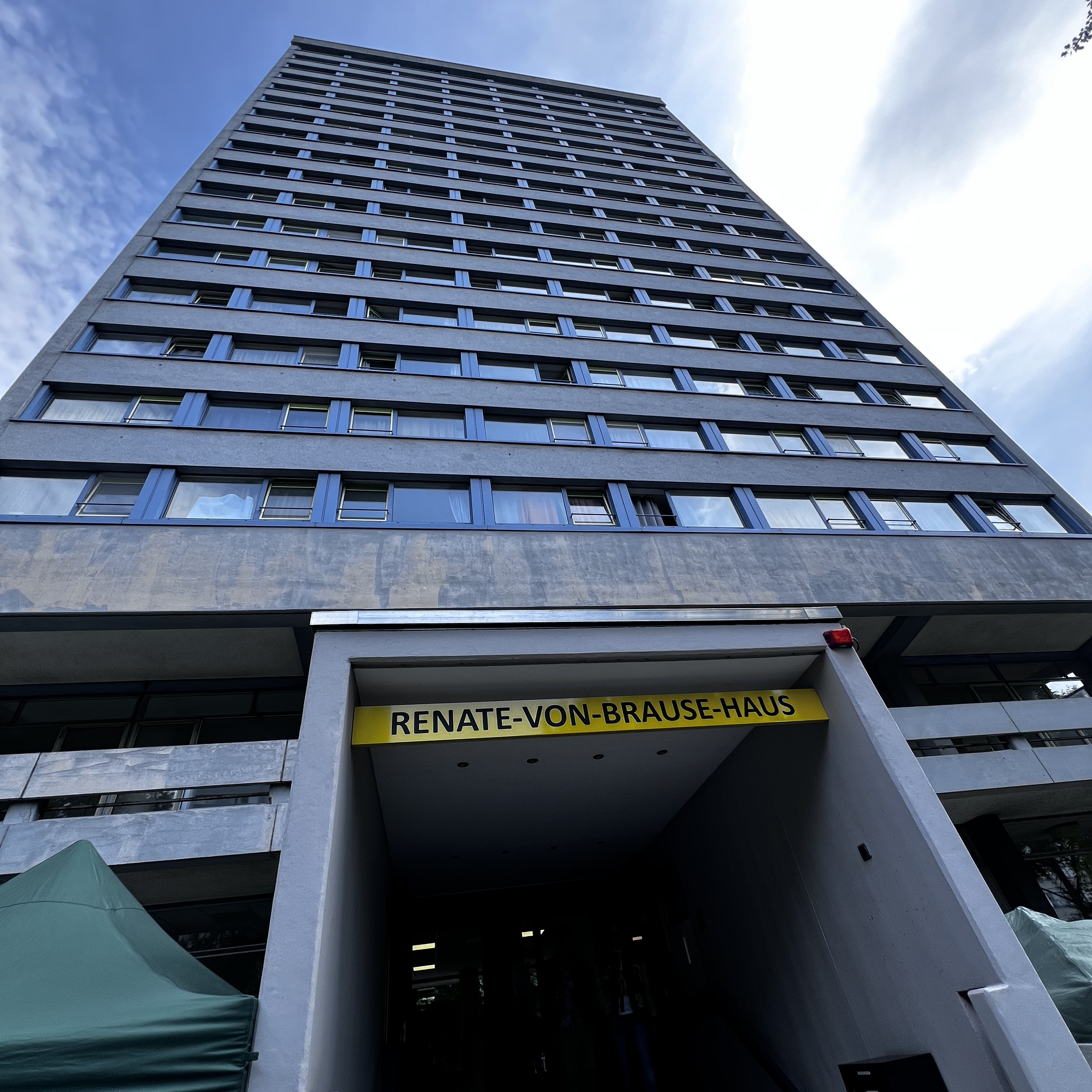
Eingang des Renate-von-Brause-Hauses in Aachen, Rütscher Straße 155

Während ihr Name zu Lebzeiten in der Öffentlichkeit wenig bekannt war, wurde im Juli 2025 einer der vier von ihr entworfenen Studierendentürme in „Renate-von-Brause-Haus“ umbenannt. Das Gebäude war zuvor nach dem Eisenhüttenfachmann und RWTH-Alumnus Otto Petersen benannt, von dessen nationalsozialistischer Vergangenheit sich der Betreiber des Wohnheims, das Studierendenwerk Aachen, distanzieren wollte. Gleichzeitig würdigte das Studierendenwerk damit ausdrücklich die architektonischen Leistungen von Renate von Brause in einem von Männern dominierten Berufsfeld.